# Liegi-Bastogne-Liegi 1965
La Liegi-Bastogne-Liegi 1965, cinquantunesima edizione della corsa, fu disputata il 2  maggio 1965 per un percorso di 253 km. Fu vinta dall'italiano Carmine Preziosi, giunto al traguardo in 7h01'04" alla media di 36,051 km/h, precedendo l'altro italiano Vittorio Adorni e il belga Martin Van Den Bossche. 
I corridori che portarono a termine la gara al traguardo di Liegi furono in totale 34.

## Ordine d'arrivo (Top 10)
| Pos. | Corridore              | Squadra             | Tempo    |
| ---- | ---------------------- | ------------------- | -------- |
| 1    | Carmine Preziosi       | Pelforth-Sauvage    | 7h01'04" |
| 2    | Vittorio Adorni        | Salvarani           | s.t.     |
| 3    | Martin Van Den Bossche | Wiel's-Groene Leeuw | s.t.     |
| 4    | Roger Cooreman         | Dr. Mann-Grundig    | s.t.     |
| 5    | Michael Wright         | Wiel's-Groene Leeuw | s.t.     |
| 6    | Leo Knops              | Lamot-Libertas      | s.t.     |
| 7    | Willy Bocklant         | Flandria-Romeo      | s.t.     |
| 8    | Gilbert Desmet         | Wiel's-Groene Leeuw | s.t.     |
| 9    | Joseph Huysmans        | Dr. Mann-Grundig    | s.t.     |
| 10   | Tom Simpson            | Peugeot-BP          | s.t.     |